# Vuelo 1307 de UPS Airlines
El vuelo 1307 de UPS, operado por un McDonnell Douglas DC-8-71F, despegó del Aeropuerto Internacional Hartsfield-Jackson, Estados Unidos, hacía el Aeropuerto Internacional de Filadelfia, mientras estaba en la aproximación final en una noche poco nublada, una alarma de incendio se activo en la cabina, y los pilotos tuvieron que aterrizar de emergencia en Filadelfia, la tripulación evacuó minutos después de aterrizar.

## Aeronave

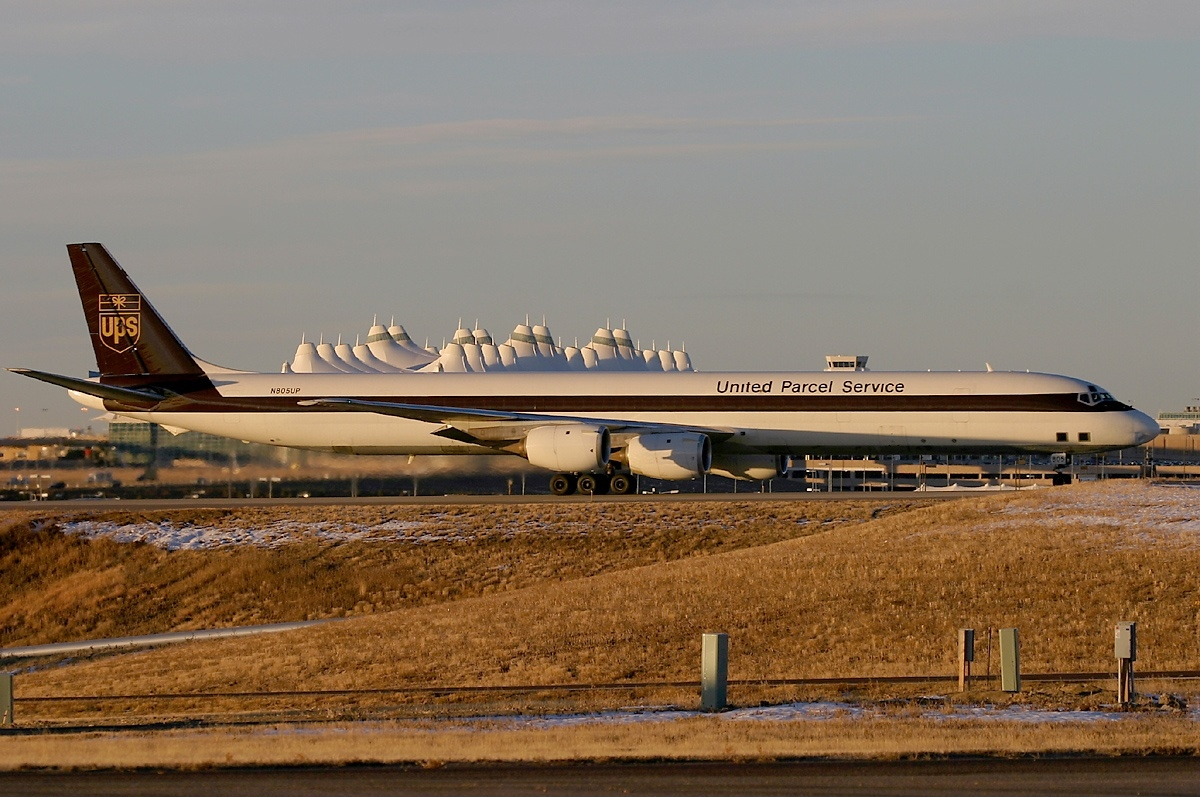
Aeronave idéntica a la del desastre

El vuelo 1307 de UPS era un McDonnell Douglas DC-8-71F que hacía un vuelo de carga en una noche poco nublada desde el Aeropuerto Internacional Hartsfield-Jackson hacia el Aeropuerto Internacional de Filadelfia en Estados Unidos, la aeronave quedó con daños irreparables y la aerolínea tuvo que dar de baja a la aeronave, poniendo fin a sus 38 años y 3 meses de servicio

## Incidente
El vuelo se aproximaba a la pista 27R en una noche poco nublada del Aeropuerto Internacional de Filadelfia en Estados Unidos, despegó desde el Aeropuerto Internacional Hartsfield-Jackson en Atlanta, el controlador fue alertado por los pilotos de una alarma de humo dentro del compartimiento de carga se había activado entonces autorizó a la tripulación a descender en un patrón de emergencia hacia la pista de aterrizaje, la aeronave aterrizó minutos antes de que el fuego se expandiera rápidamente.

## Investigación
Los investigadores de la Junta Nacional de Seguridad en el Transporte conocida como NTSB por sus siglas en inglés, llegan al lugar del Incidente y ven los daños causados del incendio.

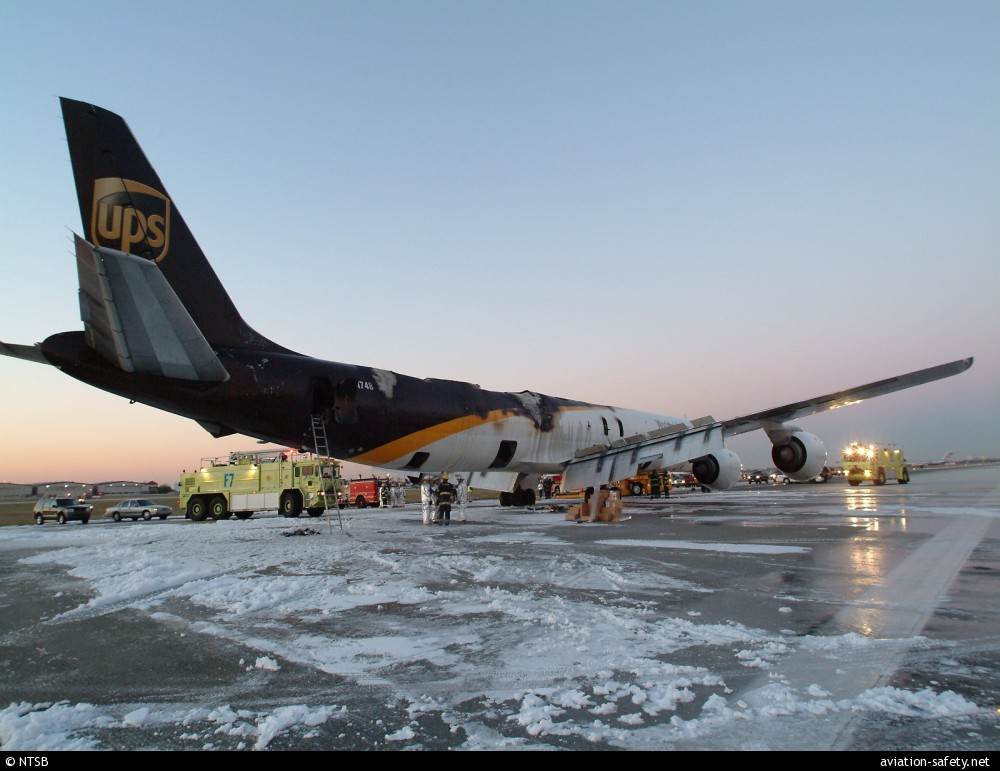
Aeronave después del incendio

Esto conlleva a qué los investigadores revisen los datos de vuelo y la grabadora de voz en  cabina para entender el inicio del incendio:

ATC: Vuelo 1307 Autorizados para aterrizar en la pista 27R 
Capitán: Copiado ATC iniciando descenso
Copiloto: Lista de verificación para aterrizaje
Alarma: Advertencia riesgo de incendio!
Capitán: Esto no es bueno, ATC tenemos una advertencia de humo en la cabina necesitamos descenso de emergencia de inmediato
ATC: ¿Desean desviarse a un aeropuerto alterno?
Capitán: Negativo, seguiremos Ruta hacía el aeropuerto de Filadelfia
ATC: Autorizado para descenso de emergencia
Copiloto: Alineados con la pista 27R capitán
Alarma: Advertencia!!, Advertencia!!
Capitan: Estamos a 1,500 pies, baja el tren de aterrizaje
Copiloto: Tren abajo
Alarma: Terreno!!, Terreno!!, Ascienda!!
Capitán: Aterrizando....
Copiloto: Activando empuje inverso 
Capitán: apagando motores y prepara la evacuación
Copiloto: Bien
"Fin de la Transmisión"

Los investigadores descubren que el fuego afecto los componentes de la grabadora de voz de cabina lo que causó que esta misma se detuviera en la evacuación, pero se pudo recuperar los datos de vuelo 

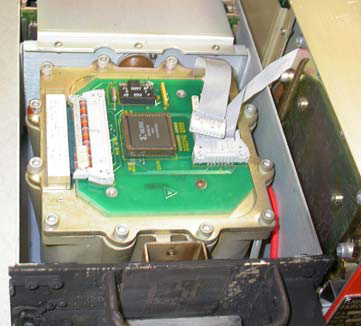
Investigadores recuperando y descargando los datos de vuelo

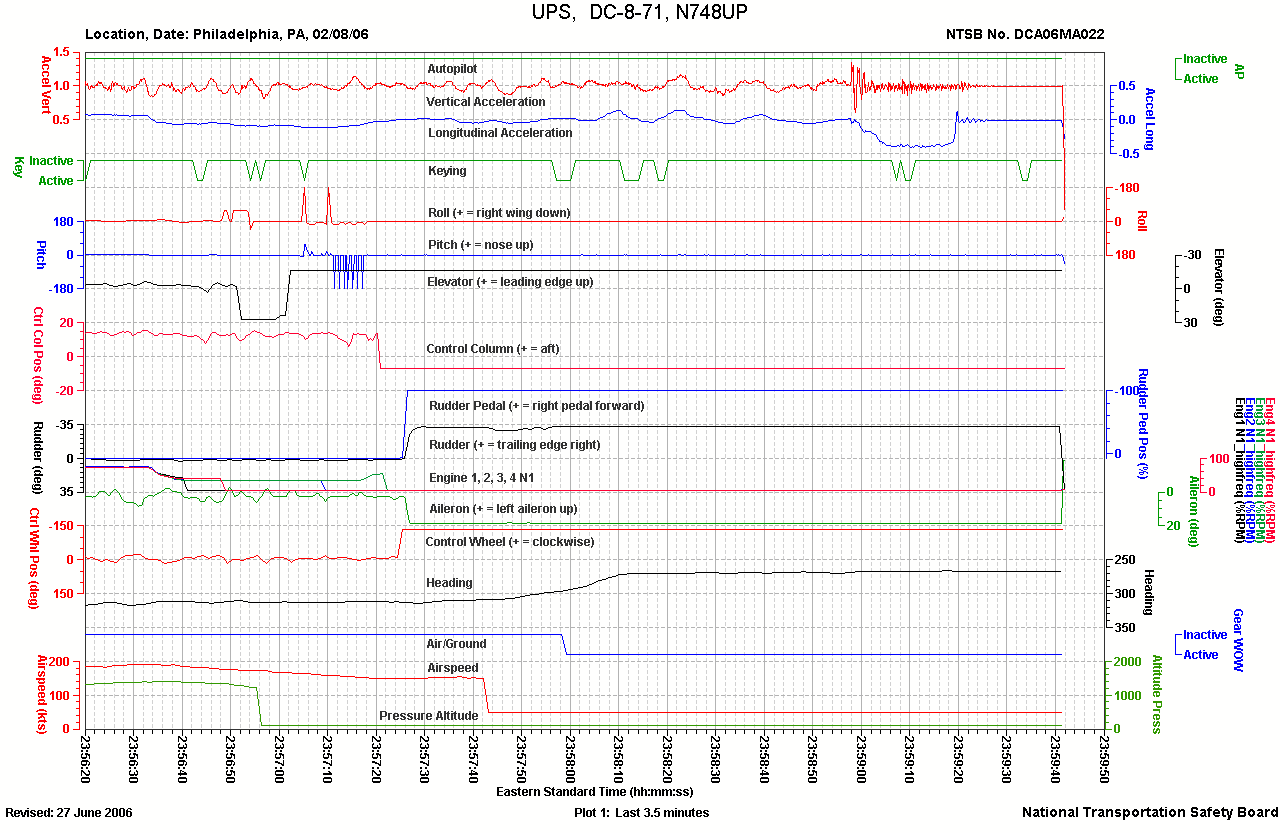
Los datos de la FDR del vuelo 1307 de UPS

## Causa
Los investigadores de la Junta Nacional de Seguridad en el Transporte no pudieron descubrir exactamente lo que provocó el incendio entre los compartimientos de carga del vuelo 1307.

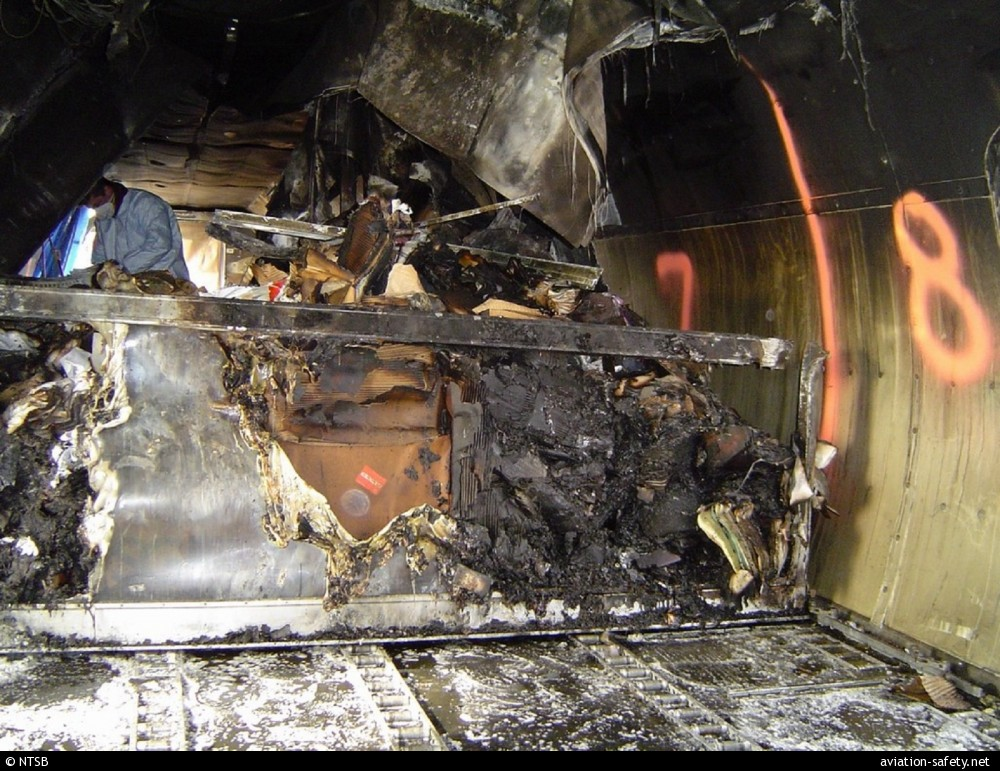
Investigadores de la NTSB identificando los daños en la aeronave

Pero se presume que pudo haber sido un fallo eléctrico que tuvo contacto con la carga inflable lo que inició la rápida expansión del fuego, probablemente ubicado en la bodega de carga 12, 13 o 14. contribuyeron a la pérdida de la aeronave, los investigadores descubren que dentro del DC-8 no se cumplieron los requisitos para las pruebas de certificación de los sistemas de detección de humo y fuego; la falta de equipo de emergencia antincendios en el vuelo fue parte clave de incidente, ya que el DC-8 no lleva un extintor de incendios a bordo.

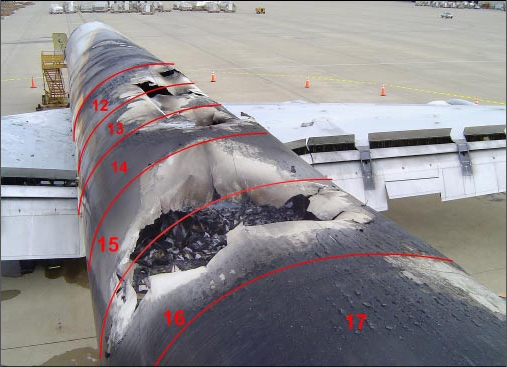
Investigadores de la NTSB identificando los compartimientos de carga